# Une famille formidable
Pour le film de Mario Monicelli, voir Une famille formidable (film, 1992).
Une famille formidable est une série télévisée française créée par Joëlle Miquel, Laurent Vachaud, Ève Deboise et Alain Layrac, réalisée par Joël Santoni et diffusée entre le 17 septembre 1992 et le 3 décembre 2018 sur TF1 ainsi que sur RTS Un (Suisse) et sur La Une (Belgique). Elle est rediffusée sur TMC, NRJ 12, TF1 Séries Films et TV Breizh.

## Synopsis
Chez les Beaumont, la vie n'est pas des plus tranquilles. Catherine et Jacques sont les heureux parents d'une famille recomposée où tout le monde vit dans la joie et la bonne humeur… mais les choses ne sont pas toujours aussi simples !

## Distribution

### Acteurs principaux

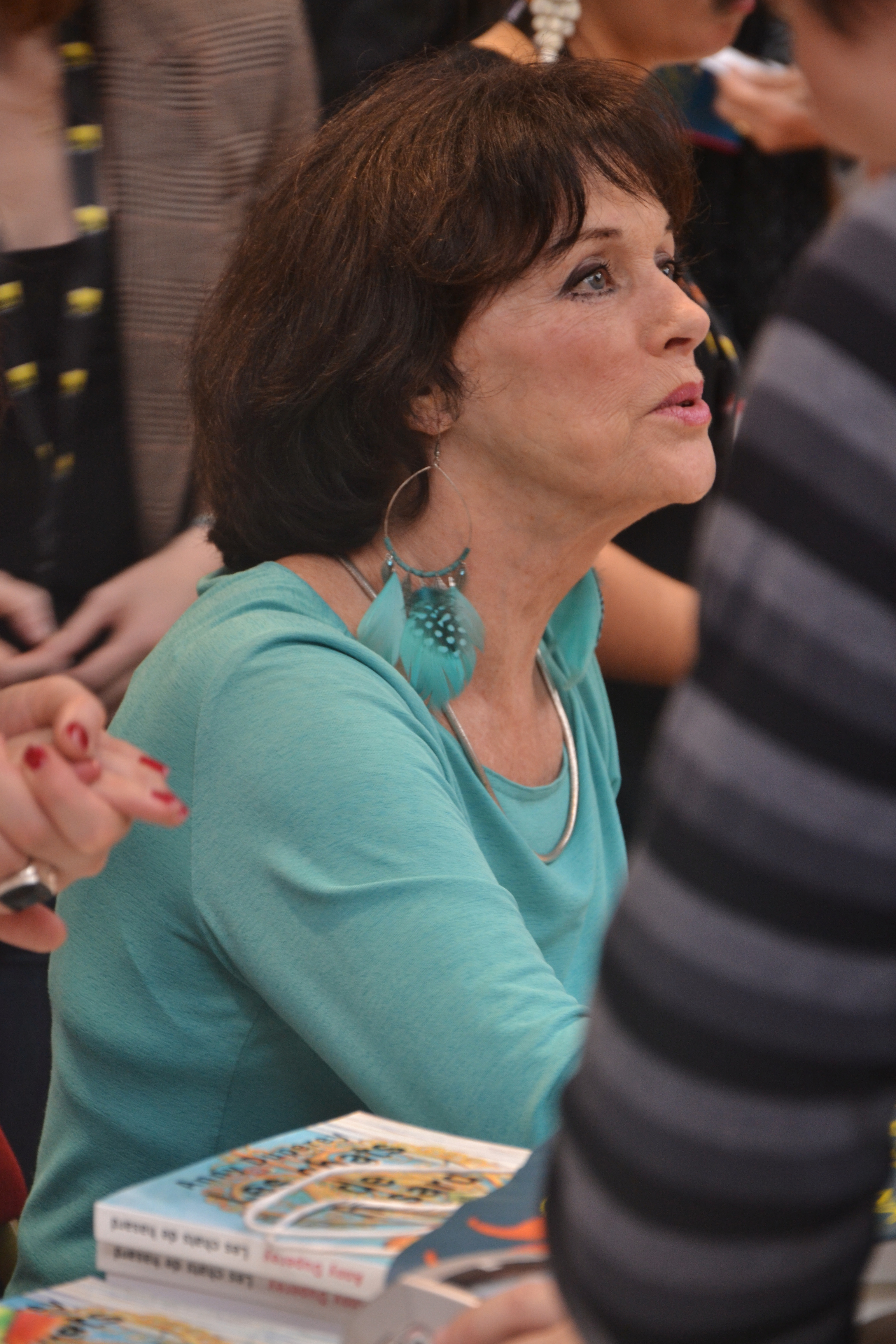
Anny Duperey (Catherine Beaumont).

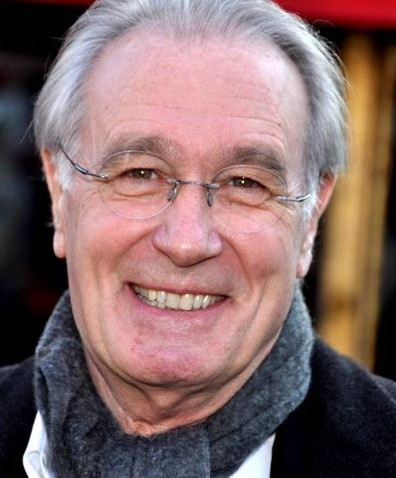
Bernard Le Coq (Jacques Beaumont).

- Anny Duperey : Catherine Beaumont (saisons 1 à 15)
- Bernard Le Coq : Jacques Beaumont (saisons 1 à 15)
- Cécile Caillaud : Audrey Beaumont Viguier (saisons 1 à 15)
- Roméo Sarfati : Nicolas Beaumont (saisons 1 à 15)
- Jennifer Lauret : Frédérique Beaumont Bensala (saisons 1 à 15)
- Alexandre Thibault : Julien Viguier (saisons 1 à 15)
- Philippe Khorsand : Richard Matisse (saisons 1 à 7)
- Milena Vukotic : Paule Mariotti (saisons 1 à 5, récurrente saison 7, invitée saisons 12 et 13)
- Gabriele Ferzetti : Nono Mariotti (saisons 1 à 7)
- Didier Sandre : Michel Morand (saisons 1 à 3)
- Catherine Spaak (saison 2) puis Béatrice Agenin (saison 3 à 13) : Reine Grenier (saisons 2 à 13)
- Marie Sambourg (saisons 4 à 15) : Manon Beaumont Cazaubon[n 1],[n 2] (saisons 2 à 15)
- Alain Piquet (saisons 4 à 6) puis Geoffrey Sauveaux (saisons 7 à 15) : Jérémie Beaumont[n 3],[n 2] (saisons 2 à 15)
- Tristan Calvez : Sébastien Grenier (saisons 2 à 8 et 10, invité saison 13)
- Kamel Belghazi : Nourredine Bensala (saisons 4 à 15)
- Laura Salvatore : Marie Viguier[n 4] (saisons 11 à 15, récurrente saisons 4 à 10)
- Fanny Krich : Héléna Montes Beaumont (saisons 10 à 15)
- Martin Jobert : José Beaumont (saisons 7 et 10 à 15)

### Acteurs récurrents

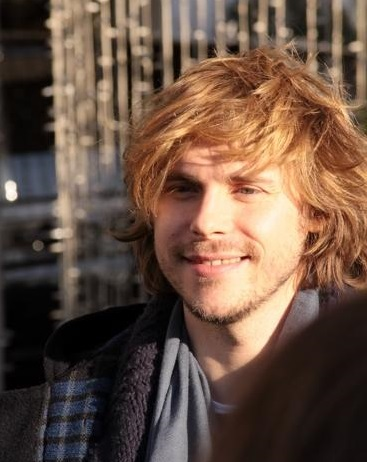
Jean-Baptiste Shelmerdine, 1er interprète de Jean-Philippe Cazaubon.

- Sofia Sá da Bandeira (pt): Lucia, ancienne assistante de Nono, ayant eu José avec Jacques(saisons 4, 5 et 7 et saisons 10 à 14)
- Carla Lauret (saisons 5)  puis Carla Roger (saisons 6) puis Agathe Bouissières (saisons 7 à 14) : Carla Bensala
- Julie Dray (saison 5) puis Julie de Bona (saisons 6 à 14) puis Sabrina Seyvecou (saison 15) : Christine Grenier
- Jean-Baptiste Shelmerdine (saisons 7 à 10) puis Gaël Giraudeau (saisons 11 à 14) : Jean-Philippe Cazaubon
- Christophe Sermet : Lucas (saisons 7 à 15)
- Sofia Grilo (saisons 6 et 7) puis Émilie Colli (saisons 8 à 10, saison 12, saison 14) : Patricia Cerraz
- Shana Herbreteau (saison 8) puis Juliette Grizard (saisons 9 et 10) puis Aminthe Audiard (saisons 12 et 14) : Zoé Viguier
- Patrick Préjean : René (saisons 8 à 13)
- Daniel Tarrare : Sylvain Béju (saisons 8 à 15)
- Valentin Ngo (saison 8) puis Hugo Lim (saisons 10 et 11) puis Duke Habib (saisons 13 à 14) : Sammaï Grenier
- Franck Capillery : Robert Merlet (saisons 8 à 15)
- Blandine Bellavoir (saison 9) puis Galléa Freyja (saisons 11 à 13) : Claire Vebert
- Gabin Durand (saisons 8 et 9) puis Loïc Nayet : Hugo Merlet (saisons 10 à 12)
- Xavier Clément : le prêtre de Noyers (saisons 10 à 12)
- Carlo Brandt : Rafaël (saisons 12 à 14)
- Julien Thiessard (saisons 3 et 4) puis Karl E. Landler (saisons 13 et 14) : Bruno Viguier, frère de Julien Viguier

### Acteurs secondaires
- Laura Soveral : Francesca Mariotti, femme de Nono (saisons 1 à 4)
- Emmanuel Montes : Alexis, ami de Nicolas (saisons 1 à 3)
- Philippe Dussol : Basile, ami de Nicolas (saisons 1 à 3)
- Jan Rouiller : Marc, éducateur et amant d'Alexis (saisons 1 à 3)
- Sandrine Thomas : Maryline, amie de Nicolas (saisons 1 et 3)
- Janine Souchon : Mme Viguier, mère de Julien (saisons 1 et 2)
- Beata Nilska : Élena (saisons 2 et 3)
- Patrick Mazet : Patrick, compagnon de Nicolas (saisons 4 et 5)
- Marcia Breia : Maria (saisons 4, 6 et 7)
- Zoon Besse : François (saisons 4 à 7)
- Rabah Loucif : Mohamed Bensala (saisons 5 à 7)
- Marc Samuel : le psychiatre de Catherine (saisons 5 et 7)
- Daniel Lobé : Maurice, compagnon d'Audrey (saisons 6 et 7)
- Sandrine Rigaux : Natalia (saisons 6, et depuis la saison 12)
- Laurent Gamelon : François Fabiani, ex-amant de Catherine (saisons 9 et 10)
- Gérard Lartigau : Mario Montes, fils de Serena et demi-frère de Catherine (saisons 7 et 10)
- Fabrice Deville : Henri de Monteillet, mari de Lucia et beau-père de José (saisons 10 et 12)
- Emil Abossolo-Mbo : Ghislain Beaumont, médecin, le cousin réunionnais de Jacques (saison 12 et 13)
- Marius Yelolo : William Beaumont, frère noir d'Edouard Beaumont, oncle réunionnais de Jacques (saison 12)
- Georgette Elise : Marie-Rose, la gouvernante de William Beaumont (saisons 12 et 13)
- Jina Djemba : Gina Beaumont, fille de Ghislain Beaumont et petite-cousine de Jacques (saison 12 et 13)
- Tristan Laliberté : Jules Beaumont, fils de Gina Beaumont (saison 12)
- Marius Ravanello (saison 12) puis Axel Keravec (saisons 13 à 15) : Louis, le fils de Nicolas (saisons 6,  12 à 15)
- Alexandra Vandernoot : Maître Florence Pallières (saison 15)

### Acteurs invités
- Isabelle Renauld : Nelly Fougerolles, maîtresse de Jacques (saison 1)
- Patrick Guillemin : Pinson, le directeur de la chaîne où travaille Richard (saison 2)
- Samuel Dupuy : Gaëtan, le copain de Fred (saison 3)
- Séverine Ferrer : Gaëlle, une camarade de Fred (saison 3)
- Emmanuelle Laforge : Ophélie (saison 1)
- Michel Rocher : Serge Mariotti, demi-frère de Catherine et frère de Paule (saison 1)
- Frédéric Deban : Renaud, amant d'Audrey au Portugal (saison 2)
- Maxime Leroux : Éric, amant de Catherine au Portugal (saison 3)
- Daniel Gélin : Édouard Beaumont, père de Jacques (saison 3)
- Cris Campion : Vincent, amant de Catherine (saison 4)
- Florence Loiret Caille (saison 4) puis Anne Azoulay (saison 5) : Agnès
- Marc Samuel : le psy de Catherine (saisons 5 et 7)
- Anne Consigny : Éléonore (saison 5)
- Raphaël Baudoin : Guy (saison 5)
- Jérôme Hardelay : Greg (saison 5)
- Macha Polikarpova : Kelly, nouvelle gérante du restaurant de Jacques (saison 6)
- Jean-Claude Adelin : Patrick, pilote et compagnon de Reine (saison 6)
- Cécile Bois : Marie-Sophie (saison 6)
- Francis Selleck : le gynécologue (saison 6)
- Sylvie Cannap : l'infirmière (saison 6)
- Anne Malraux : Laura (saison 6)
- Michel Scotto di Carlo : Raphaël, l'amant de Catherine (saison 6)
- Jean-Pierre Malignon : Robert Ollier (saison 6)
- Adrien Rosado : Éric (saison 6)
- Mario Pecqueur : Cazaubon père (saison 7)
- Mohcine Nadifi : le peintre handicapé (saison 7)
- Assaâd Bouab : Walid, l'amant de Manon (saison 7)
- Saïd Amadis : Youssef, l'oncle de Walid (saison 7)
- Paulo Matos : Arnaldo, le neveu de Catherine (saison 7)
- Alexandra Negrão : Helena, la petite-nièce de Catherine (saison 7)
- Mathilde Lebrequier : Sylvie, la femme de Lucas (saison 7-8)
- Noah Silver : Thierry, fils de Lucas (saison 7-8)
- Vincent Jasinskij : Bastien (saison 7-8)
- Antoine du Merle : le fils de la pharmacienne (saison 8)
- Antoine Michel : le modèle du peintre (saison 8)
- Margot Faure : Celia, la coach de vie d'Audrey (saison 8)
- Pisek Ton : Tran Van Dong (saison 8)
- Sawanee : Bunna (saison 8)
- Vinai : Ramos (saison 8)
- Sahajak Poo : Capitaine Sutho (saison 8)
- Marc Hoang : Colonel Minh (saison 8)
- Franck de Lapersonne : un directeur d'entreprise (saison 9)
- Ken Samuels : Tom Sheaffer (saison 10)
- Anca Radici : Docteur Dominique Tesador (saison 11)
- Farouk Bermouga : Gustave Monnier, le cadavre (saison 11)
- Hubert Saint-Macary : Nestor, le majordome de la famille Cazaubon à Madère (saison 11)
- Delphine Serina : Elisabeth, la sœur de Gustave Monnier, dit le cadavre (saison 11)
- Patrice Juiff : Jo, l'ancien complice de Gustave Monnier (saison 11)
- Hervé Dubourjal : le colonel (saison 11)
- Stéphane Debac : l'arnaqueur qui se fait passer pour Jacques et le dépouille (saison 11)
- David Chan Cordeiro : Tom Tiek (saison 12)
- Jean-Pierre Malignon : Le restaurateur concurrent de Jacques (saison 13)
- Marie-Philomène Nga : Madame Vimelda, la guérisseuse de la Réunion (saison 13)
- Jean-François Garreaud : Martial Roubignaud, l'ermite des montagnes (saison 13)
- Éric Naggar : Monsieur Da Silva, l'expert des assurances (saison 14)
- Christian Charmetant : Monsieur Moulin (saison 14)
- Arthur Choisnet : Léo, le second de Nourredine (saison 14)
- François Pérache : Jean-Pierre Berthaud (saison 14)
- Meena Rayann : Karima (saison 14)
- Éric Prat : Le psychanalyste (saison 14)
- Marc Levy : Monsieur Verdier, l'éditeur de Jacques (saison 14)
- Azize Diabaté Abdoulaye, puis Harrison Mpaya : Azize, commis de Nourredine, puis serveur de Julien (saison 15)
- Hugo Hamdad : Marius Lemoine, le nouveau petit-ami de Christine (saison 15)
- Caroline Bourg : La juge Comange (saison 15)
- Laetitia Kandi : Claudia, la codétenue de Catherine (saison 15)
- Emilie Hantz : Violette, la serveuse du restaurant de Julien (saison 15)
- Xavier Robic : Amaury, le collègue de Frédérique (saison 15)
- Gaëla Le Devehat : Jessica (saison 15)
- Kader Boukhanef : Maître Jamin, l'avocat de Jacques pour le divorce (saison 15)
- Jean Dell : M. Waltz, un client de Nicolas (saison 15)
- Ibtissem Guerda : Dounia, employée de l'association Reine Grenier (saison 15)
- Charlotte Talpaert : Une détenue de la prison (saison 15)
- Sébastien Knafo : L'agent de probation (saison 15)
- Charlotte Boimare : Charlotte Ferrier, la journaliste (saison 15)
- Jacques Bouanich : M. Mazard, l'exploitant viticole (saison 15)
- Jérôme Anger : Gabriel (saison 15)

## Épisodes

### Première saison (1992)
1. Les parents disjonctent (1)
2. Des vacances orageuses (2)
3. Des jours ça rit, des jours ça pleure (3)

### Deuxième saison (1993)
1. Bonnes et mauvaises surprises (4)
2. Des vacances mouvementées (5)
3. Dure, dure la rentrée (6)

### Troisième saison (1994)
1. Nicolas s'en va-t'en-guerre (7)
2. L'Amour en vacances (8)
3. De pères en fils (9)

### Quatrième saison (2000)
1. Le Clash (10)
2. Panique à bord (11)
3. Le Grand Départ (12)

### Cinquième saison (2002)
1. Des invités encombrants (13)
2. Un Beaumont peut en cacher un autre (14)
3. Le Goût de la vie (15)

### Sixième saison (2006)
1. Rien ne va plus (16)
2. L'Enfer au paradis (17)
3. Un nouveau départ (18)

### Septième saison (2008)
1. Les Adieux à Nono (19)
2. Vacances marocaines (20)
3. La famille s'agrandit (21)

### Huitième saison (2010)
1. Le Grand Virage (22)
2. Otages (23)
3. Retour aux sources (24)

### Neuvième saison (2012)
1. Vive la crise ! (25)
2. La Guerre des chefs (26)
3. Tous en scène (27)

Anny Duperey avait déclaré en 2011 sur Europe 1 que TF1 diffuserait 3 épisodes de la série début 2012 tandis que les 3 épisodes de la saison suivante seraient tournés un peu plus tard la même année pour être diffusés d'ici la rentrée 2012. Finalement, ils seront diffusés fin 2013.

### Dixième saison (2013)
1. Le Retour de l'enfant prodigue (28)
2. L'Amour en chantier (29)
3. La Guerre des reines (30)

### Onzième saison (2014)
1. Un cadavre encombrant (31)
2. Un manoir à Madère (32)
3. Quel cirque ! (33)
4. Jacques et son double  (34)

Le tournage de la saison 11, initialement prévu en août 2013[réf. nécessaire], a débuté au mois de septembre 2013 pour quatre épisodes,.
Cette fois, un meurtre a été commis au village et des membres de la famille vont être suspectés. La course aux étoiles continue au restaurant. Il sera également question de mariage dans cette saison. Pour la première fois, le tournage s'est fait sur l'île de Madère ainsi qu'en Alsace et bien sûr au Portugal,.
Contrairement aux autres saisons, cette saison 11 comporte non pas trois, mais quatre épisodes.

### Douzième saison (2015)
1. L'énigme des papas perdus (35)
2. Cœurs blancs, cœurs noirs (36)
3. Lisbonne-Strasbourg, allers-retours (37)
4. Une autre vie (38)

Après la diffusion du dernier épisode de la saison 11, la série est renouvelée pour une douzième saison, de quatre épisodes. Le tournage a débuté en juin 2015 et l'un d'eux a été tourné à l'île de La Réunion. Cette saison est diffusée à partir du 16 novembre 2015 sur TF1.

### Treizième saison (2016)
1. L'annonce partie 1 (39)
2. L'annonce partie 2 (40)
3. La grande marche partie 1 (41)
4. La grande marche partie 2 (42)
5. Les uns contre les autres partie 1 (43)
6. Les uns contre les autres partie 2 (44)

Au début du mois de mai, l'équipe s'est envolée pour l'île de La Réunion pour y tourner un épisode, puis direction le Portugal, cet été, pour le tournage des deux autres épisodes inédits. Il y aura 3 épisodes.[réf. nécessaire]
Cette saison est diffusée à partir du 5 décembre 2016, en France.
Pour la première fois, les épisodes ne dureront plus 90 mais un peu plus de 100 minutes. Chaque épisode sera divisé en deux parties d'environ 52 minutes. Cette saison comportera donc non pas 3 mais 6 épisodes, diffusés au rythme de 2 par soir.
La saison 13 marquera le retour de Bruno Viguier interprété par Karl E. Landler (en). Bruno a dû partir après avoir eu une aventure avec Audrey, la femme de son frère. Il sera présent dans la saison 14.

### Quatorzième saison (2017)
1. Révélations (45)
2. Le dernier rêve (46)
3. Chambre d'amis (47)
4. Les petits chefs (48)
5. La reconstitution (49)
6. La dernière minute (50)

Cette saison est diffusée à partir du 21 novembre 2017, en France sur TF1, et sur La Une à partir du 18 novembre 2017.

### Quinzième saison (2018)
1. Séparations (51)
2. Un seul être vous manque (52)
3. La grande Catoche (53)
4. Ce qui nous retient (54)
5. Pile ou face (55)
6. Un divorce formidable (56)

TF1 diffuse cette saison à partir du 19 novembre 2018. Elle est annoncée comme étant la dernière.

## Production

### Distribution
En 2012, la distribution principale est la même que celle de 1992, un exploit rare pour un programme avec une course de cette longueur. Deux exceptions sont faites pour les rôles de Reine Grenier (changement entre la saison 2 et saison 3) et de Jérémie Beaumont (entre la saison 6 et saison 7).
D'autres changements de distribution ont été effectués, mais uniquement pour des rôles secondaires ou pour les rôles des bébés devenus adolescents (Marie, Manon, Jérémie et Carla).
Philippe Khorsand (Richard Matisse) est mort peu après la diffusion de la saison 7 en 2008. L'imitateur Yves Lecoq lui a prêté sa voix lorsque Matisse apparaît à Jacques Beaumont au cimetière.
Béatrice Agenin quitte la série en 2016. Pour justifier son départ, son personnage (Reine) décède des suites d'une longue maladie.

### Musique
La chanson du générique Lagrima Blu (musique de Jean-Claude et Angélique Nachon, paroles d'Angélique Nachon) apparue dès la saison 2 est interprétée par le saxophoniste Turk Mauro, jusqu'à la saison 5 elle en sera le générique du début et de la fin avant de n'apparaître seulement à la fin des épisodes à compter de la saison 6.
« Oh Catarina, ti amo Catarina… »

### Lieux de tournage
France
- Cinéma Action Écoles, 5e arrondissement de Paris.
- Crécy-la-Chapelle (propriété des Minimes).
- La petite cour, 10 rue Mabillon, 6e arrondissement de Paris.
- Jardin des plantes de Paris.
- Cité des Fleurs, 17e arrondissement de Paris.
- Les cuisines du Restaurant « La Bastide Odéon » 7 rue Corneille, 6e arrondissement de Paris.
- La cité médiévale de Noyers-sur-Serein pour les saisons 8, 9 et 10.
- Dans la saison 9, la gare de Noyers-sur-Serein est en fait la gare de Sermizelles - Vézelay, située à une vingtaine de kilomètres de Noyers. En effet, Noyers-sur-Serein ne dispose pas de gare ferroviaire.
- La ville d'Auxerre pour quelques scènes.
- Bords de Seine situés au Coudray-Montceaux, ainsi que la gare du Coudray-Montceaux.
- La cité d'Eguisheim en Alsace, de même que Riquewihr, Schwindratzheim, Bœrsch, Bischoffsheim, Obernai et Strasbourg dans la même région, pour les saisons 11 et 12.
- Dourdan

Maroc
- Ouarzazate, Berbère Palace
- Skhirat
- Casablanca

Portugal
Plusieurs épisodes de la série sont tournés au Portugal, comme l'épisode Panique à Bord ; plusieurs scènes sont tournées dans les villes de Lisbonne et de Cascais, notamment le premier épisode de la sixième saison Rien ne va plus avec la participation de certains acteurs (secondaires) locaux comme Adrien Rosado.
Les lieux de tournages sont :
- l'hôtel Albatroz, à Cascais ;
- l'hôtel Avenida Palace à Lisbonne ;
- le Pavilhão Chinês à Lisbonne ;
- Quinta de Manique ;
- Praia do Portinho da Arrábida.

Sao Tomé-et-Principe
- Sao Tomé

Thaïlande
- Bangkok
- Krabi

### Fin de la série
À la mort de Joël Santoni, créateur de la série, le 18 avril 2018, Bernard Lecoq décide de quitter la série. Anny Duperey ne souhaitant pas continuer la série sans celui qui a incarné son mari, Une famille formidable s'arrête en 2018, après 26 ans d'existence. Une dernière saison est tournée sans son créateur et diffusée fin 2018.

## Accueil
Depuis le début, la série bénéficie d'un succès ininterrompu auprès des téléspectateurs. La saison 13 ne fait pas exception à la règle en ayant une moyenne de 5 millions de téléspectateur par épisode.

## Autour de la série
Pendant les cinq premières saisons, chaque épisode débutait par le résumé de l'épisode précédent narré par le personnage de Frédérique Beaumont (interprété par Jennifer Lauret) ; à partir de la saison 6, les résumés sont remplacés par une nouvelle musique de générique en lieu et place de Lacrima Blu. Lors du dernier épisode de la saison 14, c’est Frédérique qui le narre, en le racontant à sa fille Inès.
Lors du premier épisode de la saison 10, c'est José (Martin Jobert, qui fait son retour après son absence des saisons 8 et 9) qui narre l'épisode.
Dans l’épisode 1 de la saison 10, le comédien Thierry Ragueneau est invité à jouer dans la série. Il a interprété le rôle de François Marci, le père de Lucas Marci, joué par Geoffrey Sauveaux (Jérémy Beaumont) dans la série Plus belle la vie.
Dans la saison 12, les personnages de William Beaumont et Ghislain Beaumont, père et fils, sont introduits. Leurs interprètes, Marius Yelolo et Emil Abossolo-Mbo ont déjà joué le même lien de parenté dans la série Plus belle la vie en interprétant respectivement les rôles de Léonard Mara et Damien Mara. Cependant, aucune scène de la série n'a réuni les deux acteurs (et ne le seront jamais puisque le personnage de Léonard Mara est décédé).

## Audiences
| Saison | Épisode | Jour de diffusion | Nombre de téléspectateurs | PDM (4 ans et +)       | Ref                    |
| ------ | ------- | ----------------- | ------------------------- | ---------------------- | ---------------------- |
| 1      | 1       | 19 septembre 1992 | 7 952 000                 | 40 %                   | [ 10 ]                 |
| 1      | 2       | 24 septembre 1992 | 7 455 000                 | 39 %                   | [ 10 ]                 |
| 1      | 3       | 28 septembre 1992 | 8 449 000                 | 40 %                   | [ 10 ]                 |
| 2      | 4       | 19 novembre 1993  | Audiences non publiées    | Audiences non publiées | Audiences non publiées |
| 2      | 5       | 26 novembre 1993  | Audiences non publiées    | Audiences non publiées | Audiences non publiées |
| 2      | 6       | 3 décembre 1993   | Audiences non publiées    | Audiences non publiées | Audiences non publiées |
| 3      | 7       | 9 février 1996    | 9 035 820                 | N*C                    | [ 11 ]                 |
| 3      | 8       | 12 mars 1996      | (audiences non publiées)  | N*C                    |                        |
| 3      | 9       | 5 avril 1996      | 9 139 680                 | N*C                    | [ 11 ]                 |
| 4      | 10      | 22 mai 2000       | 9 875 470                 | 40 %                   | ,                      |
| 4      | 11      | 29 mai 2000       | 8 977 700                 | 40 %                   | ,                      |
| 4      | 12      | 5 juin 2000       | 9 875 470                 | 44,2 %                 | ,                      |
| 5      | 13      | 27 mai 2002       | 9 169 000                 | 37,3 %                 | ,                      |
| 5      | 14      | 3 juin 2002       | 9 487 000                 | 40,6 %                 | ,                      |
| 5      | 15      | 10 juin 2002      | 9 500 000                 | 41 %                   | ,                      |
| 6      | 16      | 4 janvier 2006    | 9 642 320                 | 37 %                   | [ 14 ]                 |
| 6      | 17      | 11 janvier 2006   | 10 539 280                | 40,3 %                 | [ 14 ]                 |
| 6      | 18      | 18 janvier 2006   | 10 427 160                | 40,2 %                 | [ 14 ]                 |
| 7      | 19      | 7 janvier 2008    | 8 702 240                 | 33,9 %                 | [ 15 ]                 |
| 7      | 20      | 14 janvier 2008   | 8 415 015                 | 33,7 %                 | [ 15 ]                 |
| 7      | 21      | 22 janvier 2008   | 8 758 485                 | 35,6 %                 | [ 15 ]                 |
| 8      | 22      | 4 janvier 2010    | 8 065 000                 | 30,9 %                 | [ 16 ]                 |
| 8      | 23      | 11 janvier 2010   | 8 391 000                 | 33,6 %                 | [ 17 ]                 |
| 8      | 24      | 18 janvier 2010   | 8 071 000                 | 32,2 %                 | [ 17 ]                 |
| 9      | 25      | 16 janvier 2012   | 7 027 000                 | 26,6 %                 | [ 18 ]                 |
| 9      | 26      | 23 janvier 2012   | 6 877 000                 | 25,9 %                 | [ 19 ]                 |
| 9      | 27      | 30 janvier 2012   | 7 106 000                 | 26,4 %                 | [ 20 ]                 |
| 10     | 28      | 25 novembre 2013  | 5 800 000                 | 22,6 %                 | [ 21 ]                 |
| 10     | 29      | 2 décembre 2013   | 5 600 000                 | 22,3 %                 | [ 22 ]                 |
| 10     | 30      | 9 décembre 2013   | 5 761 000                 | 23 %                   | [ 23 ]                 |
| 11     | 31      | 30 septembre 2014 | 5 720 000                 | 24 %                   | [ 24 ]                 |
| 11     | 32      | 6 octobre 2014    | 6 101 000                 | 25,2 %                 | [ 25 ]                 |
| 11     | 33      | 13 octobre 2014   | 5 803 000                 | 23,8 %                 | [ 26 ]                 |
| 11     | 34      | 20 octobre 2014   | 6 198 000                 | 25,1 %                 | [ 27 ]                 |
| 12     | 35      | 16 novembre 2015  | 6 258 000                 | 25,5 %                 | [ 28 ]                 |
| 12     | 36      | 23 novembre 2015  | 5 881 000                 | 23,7 %                 | [ 29 ]                 |
| 12     | 37      | 30 novembre 2015  | 5 636 000                 | 23,2 %                 | [ 30 ]                 |
| 12     | 38      | 7 décembre 2015   | 5 531 000                 | 22 %                   | [ 31 ]                 |
| 13     | 39      | 5 décembre 2016   | 5 570 000                 | 22.1 %                 | [ 32 ]                 |
| 13     | 40 (P2) | 5 décembre 2016   | 5 570 000                 | 22.1 %                 | [ 32 ]                 |
| 13     | 41      | 12 décembre 2016  | 5 250 000                 | 20,6 %                 | [ 33 ]                 |
| 13     | 42 (P2) | 12 décembre 2016  | 5 250 000                 | 20,6 %                 | [ 33 ]                 |
| 13     | 43      | 19 décembre 2016  | 4 527 000                 | 16,2 %                 | [ 34 ]                 |
| 13     | 44 (P2) | 19 décembre 2016  | 4 527 000                 | 16,2 %                 | [ 34 ]                 |
| 14     | 45      | 21 novembre 2017  | 4 520 000                 | 18,1 %                 | [ 35 ]                 |
| 14     | 46      | 21 novembre 2017  | 3 830 000                 | 20,3 %                 | [ 35 ]                 |
| 14     | 47      | 28 novembre 2017  | 4 170 000                 | 16,4 %                 | [ 36 ]                 |
| 14     | 48      | 28 novembre 2017  | 3 690 000                 | 18,6 %                 | [ 36 ]                 |
| 14     | 49      | 5 décembre 2017   | 3 690 000                 | 14 %                   | [ 37 ]                 |
| 14     | 50      | 5 décembre 2017   | 3 210 000                 | 14,8 %                 | [ 37 ]                 |
| 15     | 51      | 19 novembre 2018  | 4 025 000                 | 16,3 %                 | [ 38 ]                 |
| 15     | 52      | 19 novembre 2018  | 3 490 000                 | 17,9 %                 | [ 38 ]                 |
| 15     | 53      | 26 novembre 2018  | 3 556 000                 | 14,1 %                 | [ 39 ]                 |
| 15     | 54      | 26 novembre 2018  | 3 900 000                 | 15,6 %                 | [ 39 ]                 |
| 15     | 55      | 3 décembre 2018   | 4 036 000                 | 16,5 %                 | [ 40 ]                 |
| 15     | 56      | 3 décembre 2018   | 3 670 000                 | 17,9 %                 | [ 40 ]                 |

Légende :
- Plus hauts scores d'audiences
- Plus bas scores d'audiences

N*C = Part de marché non communiquée